# ТЕЦ Лодзь-1
ТЕЦ Лодзь-1 (ЕС-1) — колишня теплоелектроцентраль у однойменном місті в центральній Польщі.
В 1907 році компанія Siemens&Halske ввела в дію першу турбіну електростанції в Лозі потужністю 1,3 МВт. За первісним планом об'єкт повинен був мати дві турбіни із загальним показником 2,1 МВт, проте майже одразу з'ясувалось, що це заледве покриває вже існуючий попит. Як наслідок, у 1908 та 1912—1913 роках ввели в експлуатацію ще п'ять агрегатів, потужність яких ставала все більше: третій мав показник у 2,25 МВт, потужність четвертого була вже 3,5 МВт, а наступні три додали понад 13 МВт та довели загальний показник майданчика до 21,1 МВт.
Під час Першої світової війни Лодзь захопили війська Німецької імперії. Два турбоагрегати загальною потужністю 8,5 МВт демонтували та відправили до Німеччини, звідки по завершенні бойових дій вдалось повернути лише один. Замість іншого німці постачили з доплатою дещо більший — з показником у 6,4 МВт, після чого потужність майданчика досягла 22,5 МВт.
У 1923-му змонтували ще одну турбіну з показником 6,4 МВт та необхідні для її живлення три котли типу Garbe (загальна кількість котлів у центральній котельні станції досягнула вісімнадцяти, при цьому всі вони відносились до ґратчастих). В 1928-му замість агрегатів № 2 та № 3 встановили велику турбіну № 9 потужністю 20 МВт. Всього за два роки на станції з'явився новий агрегат ще більшої потужності — 22 МВт, постачений швейцарською компанією Brown Boveri, крім того, невдовзі турбіну № 4 замінили на іншу з показником 6,4 МВт. Додаткову пару постачали змонтовані у котельній шість котлів. Нарешті, в 1939-му стала до ладу турбіна потужністю 30 МВт, що довело показник майданчика до 100,75 МВт.
В 1942-му, під час німецької окупації, на станції змонтували 25-й котел. Втім, після відступу німців у січні 1945-го могли працювати лише два котли та три турбіни. Завдяки тому, що поряд з Дрезденом вдалось знайти 35 вагонів з обладнанням станції, до кінця року її фактична потужність досягла 50 МВт.
В 1948-му центральну котельню доповнили ще одним котлом — першим та єдиним пиловугільним в історії станції. А в 1952-му став до ладу останній, двадцять сьомий котел, котрий знов належав до ґратчастих.
З 1953-го станція почала подавати пар для потреб промисловості та перетворилась на теплоелектроцентраль.
В 2000-му ТЕЦ Лодзь-1 вивели з експлуатації (на той час в місті діяло ще три теплоелектроцентралі). Наразі історична будівля станції перетворена на центр культури та мистецтв.